# Zayd
Zayd (in arabo: زيد ) è un nome proprio di persona arabo maschile.

## Varianti
- Maschili: زيد (Zaid)[1]
- Femminili: Zaida[1]

## Origine e diffusione
Si basa sul termine arabo زاد (zada, "aumentare", "incrementare"), e sta quindi a significare "abbondanza", "crescita", oppure "colui che progredisce" o "colui che fa progredire". Non va confuso con Sayyid, altro nome arabo di origine differente. Per il significato legato alla crescita è affine ad alcuni altri nomi, come Crescenzo e Gro.
Il nome è molto noto nel mondo islamico per essere stato portato da Zayd ibn Haritha, uno schiavo che divenne figlio adottivo di Maometto.

## Persone
- Zayd ibn Ali, imam musulmano
- Zayd ibn Arqam, Sahaba arabo
- Zayd ibn Haritha, figlio adottivo di Maometto
- Zayd ibn Thabit, Ansar
- Zayd bin Sultan Al Nahyan, politico emiratino
- Zayd ou Hmad, condottiero e politico berbero

### Variante Zaid
- Zaid Abdul-Aziz, cestista statunitense